# Arvid Gardell
Arvid Lars Johan Gardell (i riksdagen kallad Gardell i Stenstugu), född 23 februari 1887 i Endre församling, Gotlands län, död 14 november 1971 i Visby församling, Gotlands län, var en svensk politiker (Bondeförbundet) och lantbrukare.
Gardell var lantbrukare i Stenstu på Gotland. Han var även politiker och ledamot av riksdagens andra kammare från 1925. Han var också landstingsman från 1931. Gardell är begravd på Östra kyrkogården i Visby.